# Erythroneura calycula
Erythroneura calycula är en insektsart som beskrevs av Mcatee 1920. Erythroneura calycula ingår i släktet Erythroneura och familjen dvärgstritar. Inga underarter finns listade i Catalogue of Life.